# مایک اوسو (بازیکن فوتبال، زاده ۱۹۹۵)
مایک اوسو (انگلیسی: Mike Owusu؛ زادهٔ ۲۰ مهٔ ۱۹۹۵) بازیکن فوتبال اهل آلمان است.